# Georg Lindow
Georg Gustaf Lindow, född 11 september 1902 i Vellinge församling, Malmöhus län, död 3 februari 1976 i Västervik, Kalmar län, var en svensk trafikflygare vid AB Aerotransport och därefter som flygchef och linjeinspektör vid Scandinavian Airlines (SAS) från 1948 fram tills pension 1966.

## Biografi
Efter studentexamen i Lund 1922 genomgick Lindow flygutbildning vid Malmslätt 1924. Han antogs som reservofficer vid Flygvapnet 1927, blev fänrik 1928, löjtnant 1933 och kapten 1939. Mellan 1926 och 1930 var han stationerad i Boden som ambulanspilot.
Under tiden som ambulanspilot blev han uppmärksammad för flera flygarbragder under svåra förhållanden i lappmarken. Bland annat genomförde han en dramatisk flygning 1927 för att hämta en barnsängskvinna i Porjus, som sattes i den bakre sittholken i ett öppet tvåsitsigt arméspaningsplan. Kvinnan drabbades efter en stunds flygning av förvirring och panik och försökte kasta sig ur planet, men kunde efter en veritabel brottningskamp hållas kvar och lugnas ner av Lindow, som senare kunde landa i Boden där förlossningen fullbordades lyckosamt. Lindow tilldelades senare Carnegiepriset samt röda korsets förtjänstmedalj för sin insats.
Han lämnade Flygvapnet för en civil karriär som trafikflygare vid AB Aerotransport (ABA) 1931-1948.
Den 12 augusti 1933 bogserade Lindow med en De Havilland Tiger Moth upp Edmund Sparmann i sitt segelflygplan från Bulltofta. Sparmann genomförde sedan den första flygfärden någonsin över Öresund med ett segelflygplan. Han landade på Kastrup där han blev hälsad med entusiasm av flygstationens personal och tillfälliga åskådare. Efter tal och leverop "och några flaskor Carlsberg (möjligen var det också ett glas champagne)" påbörjades återfärden med på nytt Lindow som bogserare, och senare landning på Bulltofta. Det hela beskrevs i pressen som "en historisk bragd". 
År 1935 uppmärksammades Lindow för att ha flugit från Bryssel till Stockholm med bilder från drottning Astrids begravning tagna av Dagens Nyheters fotograf, och levererat dem samma kväll före tidningens pressläggning.
År 1938 fick Lindow utmärkelse som Sveriges tredje "flygmillionär" för att ha flugit över en million kilometer i Aerotransports tjänst.
År 1946 uppmärksammades Lindow för att ha flugit den första reguljära passagerarflygningen Stockholm-Sydamerika, samt att ha uppnått 10 000 flygtimmar.
Lindow anställdes 1948 som flygchef vid Scandinavian Airlines (SAS). Han utnämndes 1962 till linjeinspektör med uppgift att kontrollera flygsäkerheten på samtliga SAS:s linjer och hade denna tjänst fram till sin pensionering 1966.